# Hiroko Emori
Hiroko Emori (江森 浩子, Emori Hiroko) est une seiyū (comédienne de doublage japonaise) née le 27 janvier 1961.

## Rôles notables
- Chaozu dans Dragon Ball
- Ayako Sawamura dans Slow Step
- Gina dans Mobile Suit Gundam
- Bronski dans Armitage III
- Osugi dans Kiteretsu Daihyakka
- Seiya jeune et Kiki dans Les Chevaliers du Zodiaque (Saint Seiya)
- Toad dans Super Mario Bros. : Peach-Hime Kyushutsu Dai Sakusen!
- Jora dans One Piece